# 古宮真美子
古宮 真美子（こみや まみこ）は、日本の作曲家。

## 略歴
大阪府立茨木高等学校、大阪教育大学小学校課程音楽専攻を卒業後、茨木市立茨木小学校などに勤務。音楽専科となったことをきっかけに、子どもたちのための合唱曲を作曲するようになる。2023年3月に退職。現在は、作曲家、音楽教育アドバイザー、茨木市少年少女合唱団の指導者として活動している。

## 作品
- 笑顔の花が咲くように
- 絆 ～キミとボクとのたからもの～
- Can do ～君が輝くとき～
- ZENRYOKU～全力～
- 魔法のあいことば
- みんながいたから
- Adventure
- One Team!
- Power of Dream～夢のちから～
- いのちのうた
- いつでも歌が
- いつまでも伝えたい
- 今までも これからも
- 10歳をむかえる日に
- 空にジャンプ！
- 大切なともだち
- 旅立ちのエール
- 地球の青
- ともだちになろうよ
- この歌を
- はじまる すてきな 音楽会
- ハッピーマジック
- 星空のメッセージ
- ぼくらのチカラ
- ぼくらのふるさと
- ぼくらの未来へ
- 未来色のハーモニー
- やさしい風が
- 夢をカタチに

## 著書
- 小学生のためのソングブック ともだちになろうよ（音楽之友社）
- 小学生のためのソングブック 笑顔の花が咲くように（音楽之友社）
- 小学校3年生から6年生のためのリコーダー曲集 しあわせのたね（トヤマ出版）